# Gone Nutty
Gone Nutty é um filme curta-metragem de animação estadunidense produzido em 2003 pela Blue Sky Studios, distribuído pela 20th Century Fox e dirigido por Carlos Saldanha. O curta destaca o personagem Scrat do filme Ice Age, que mais uma vez tem problemas com suas nozes. O enredo é semelhante ao do trailer do filme Ice Age, e também possui uma sátira da teoria da separaração dos continentes.

## Sinopse
A história começa com Scrat levando uma noz para o tronco de uma enorme árvore, onde está guardada toda a sua coleção de nozes. No meio das nozes há um pequeno espaço vazio, reservado especialmente para a última noz, a qual completa a coleção. O tronco estava tão cheio que quando Scrat encaixa a noz no meio das outras, ela salta para fora de novo. Furioso, Scrat enfia a noz com toda a sua força. O tronco ficou tão cheio que Scrat, juntamente com todas as suas nozes, são expelidos para fora da árvore, rolando até finalmente caírem de um abismo. Scrat e suas nozes entram em uma queda livre.
Enquanto está caindo, Scrat começa a juntar todas as suas nozes, que estão espalhadas pelo céu. Scrat consegue reunir todas as nozes novamente, formando uma bola gigante, com Scrat bem no topo. À medida que se aproxima do chão, a bola é inclinada e Scrat (que estava no topo) fica de cabeça para baixo, até que finalmente ele e todas as suas nozes chocam-se contra o chão coberto de gelo.
Após a queda, Scrat fica inconsciente durante alguns segundos. Ao acordar, Scrat percebe que havia no céu uma noz que ainda estava caindo, e que ela vinha bem na sua direção. A noz vinha tão rápido que chegou a sofrer um atrito semelhante à um meteorito e, conseqüentemente, Scrat não consegue desviar da noz a tempo. A noz choca-se contra a cabeça de Scrat com uma força tão grande que o chão começa a rachar-se, resultando no processo de separação dos continentes, deixando Scrat isolado em uma pequena "ilha" no meio do oceano.
Triste por ter perdido todas as suas nozes, Scrat lembra-se da noz que o acertou na cabeça e pega ela para si. Feliz por ficar com pelo menos uma noz, Scrat começa a acariciá-la, mas ao fazer isso, a noz (que estava queimada devido ao atrito que sofreu quando estava caindo) desintegra-se, virando cinzas, finalizando o curta com Scrat decepcionado e frustrado, colocando o que restou da noz na cabeça, como se fosse um chapéu.

## Recepção
Gone Nutty foi indicado ao Oscar de Melhor Curta de Animação em 2004, mas perdeu para o curta-metragem Harvie Krumpet. Embora tenha perdido a estatueta, Gone Nutty ganhou o 1º lugar no Los Angeles Art Film Festival.